# Джанлука Песото
Джанлука Песото (на италиански: Gianluca Pessotto) е италиански футболист-национал, защитник. Започва своята професионална кариера през 1989 г. в отбора на АС Варезе (64 мача, 1 гол). През сезон 1991 - 1992 г. преминава в УС Масезе (22 мача, 1 гол). През сезон 1992 - 1993 г. преминава във ФК Болоня (21 мача, 1 гол). През сезон 1993 - 1994 г. преминава във ФК Хелас Верона (34 мача, 3 гола). През сезон 1994 - 1995 г. преминава във ФК Торино (32 мача, 1 гол). Завършва кариерата си от 1995 г. до 2006 г. във ФК Ювентус, като изиграва 248 мача с 8 гола. Дебютира в националния отбор на своята страна през 1995 г. До 2006 г. изиграва 22 мача. Носител на сребърен медал от Европейското първенство през 2000 г.

## Награди
На 12 юли 2000 г. получава званието кавалер на Ордена за заслуги към Италианската Република.